# Waringinkurung (Waringinkurung)
Waringinkurung is een bestuurslaag in het regentschap Serang van de provincie Banten, Indonesië. Waringinkurung telt 9944 inwoners (volkstelling 2010).